# Yūzuki (destroyer)
Le Yūzuki (夕月) est un destroyer de la classe Mutsuki construit pour la Marine impériale japonaise pendant les années 1920.

## Historique
Dans les années 1930, le Yūzuki navigue au large de la Chine, participant à des opérations lors de la seconde guerre sino-japonaise et plus tard pendant l'invasion japonaise de l'Indochine en 1940.
Au moment de l'attaque sur Pearl Harbor, le Yūzuki rejoint le 23e division de destroyers (2e escadron de porte-avions - Kidō Butai) et est déployé depuis Haha-jima, dans les îles Ogasawara, dans le cadre de l'invasion de Guam. En mars, le Yūzuki couvre les débarquements des forces japonaises lors de l'opération SR dans le nord des îles Salomon, dans les îles Lae et de l'Amirauté. Le destroyer est réaffecté dans la 4e flotte le 10 avril.

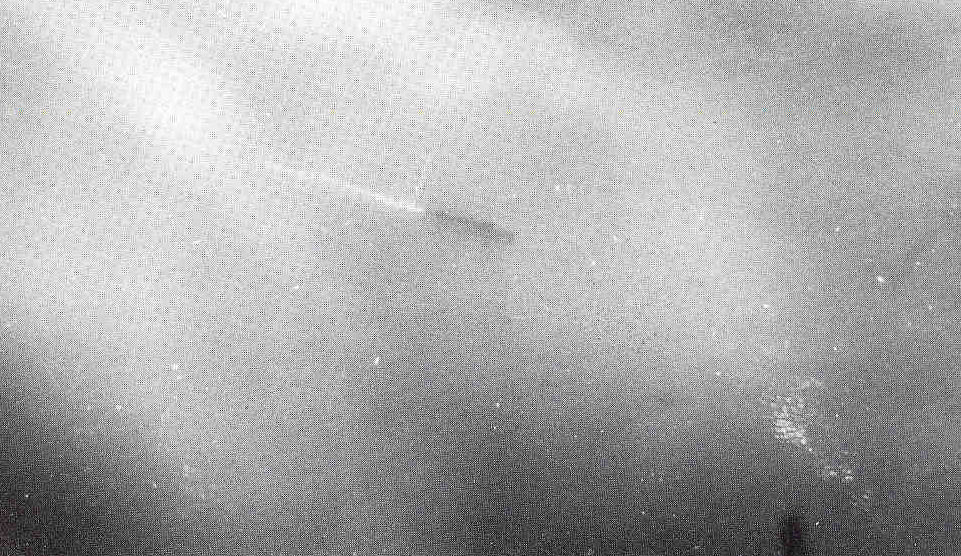
Le Yūzuki fuit du port de Tulagi pendant les frappes aériennes provenant du porte-avions le 4 mai 1942, lors de l'invasion de Tulagi.

Au cours de l'invasion de Tulagi les 3 et 4 mai 1942, le Yūzuki est mitraillé lors d'une attaque aérienne, faisant 20 blessés et 10 morts parmi les membres d'équipage, dont son capitaine, le capitaine de corvette Hirota Tachibana. Après le naufrage de son navire jumeau Kikuzuki, il devient le vaisseau amiral du 30e division de destroyers.
Après des réparations à l'arsenal naval de Sasebo, le Yūzuki est affecté en juin 1942 à la 29e division de destroyers, au cours duquel il devient navire amiral de la division. Initialement basé à Truk, le navire escorte des convois transportant des équipes de construction d'aérodromes de Truk à Bougainville et à Guadalcanal, effectuant des patrouilles autour de Rabaul jusqu'à la fin d'août. Le 31 août, le Yūzuki assiste la force d'invasion de Nauru et Banaba pendant l'opération RY, et patrouille dans le Pacifique central jusqu'à la fin de l'année.
Après un entretien à Sasebo en janvier 1943, le Yūzuki retourne à Truk en février et reprend ses patrouilles dans le Pacifique central jusqu'en novembre 1943, sauvant à plusieurs reprises des équipages de transports torpillés. Le 30 novembre, Yūzuki est réaffecté dans la 30e division de destroyers (8e flotte) avant de retourner à Rabaul le 17 février 1944. En février, le Yūzuki dirige les derniers transports « Tokyo Express » vers la Nouvelle-Bretagne avant l'évacuation finale de Rabaul. De la fin février à mai, le Yūzuki est basé à Palau, participant aux opérations de secours de l'équipage du croiseur léger torpillé Yūbari le 27 avril. À partir du 1er mai, le Yūzuki est réaffecté à la Flotte de la région sud-ouest (Southwest Area Fleet) et, le 18 juillet, rejoint la flotte combinée. En septembre et octobre, il escorte des convois depuis l'archipel japonais jusqu'à Taïwan tout en escortant le porte-avions Jun'yō vers Brunei et Manille. Le 21 novembre, le Yūzuki est réaffecté dans la 5e flotte où il prend part à la bataille de la baie d'Ormoc.
Le 12 décembre, alors qu'il escortait un convoi de troupes de Manille à Ormoc, le Yūzuki est coulé par un avion de l'USMC, à 65 milles (105 km) au nord-nord-est de Cebu, à la position 11° 20′ N, 124° 10′ E. 20 membres d'équipage décèdent dans cette attaque, les 217 survivants sont secourus par le destroyer Kiri.
Le Yūzuki est rayé des listes de la marine le 10 janvier 1945.